# Tachina pygmaea
Tachina pygmaea là một loài ruồi trong họ Tachinidae.